# Termin stanowczy
Termin stanowczy – termin, którego niedotrzymanie wywołuje określone skutki prawne. Wyróżnia się terminy materialnoprawne, prekluzyjne oraz zawite.
Terminy materialnoprawne są określone we właściwych przepisach, na bieg których organ procesowy nie ma wpływu, np. termin przedawnienia (zarówno w prawie karnym, jak i cywilnym). Czynność procesowa dokonana po upływie terminu prekluzyjnego nie wywołuje skutków procesowych, a sam termin prekluzyjny nie może być przywrócony. Przykładem jego występowania jest art. 54 § 1 k.p.k. – oświadczenie o działaniu w charakterze oskarżyciela posiłkowego do czasu rozpoczęcia przewodu sądowego na rozprawie głównej. Naruszenie terminu zawitego powoduje bezskuteczność danej czynności procesowej, niemniej jednak jest on przywracalny, np. termin do wnoszenia środków zaskarżenia.
Istnieją także inne terminy stanowcze, których przekroczenie powoduje określone w ustawie skutki, np. w prawie karnym: upływ terminu, na który został orzeczony środek zapobiegawczy w postaci tymczasowego aresztowania (upływ tego terminu skutkuje natychmiastowym zwolnieniem oskarżonego z aresztu).
 Zapoznaj się z zastrzeżeniami dotyczącymi pojęć prawnych w Wikipedii.